# DJ Ruffneck
DJ Ruffneck (bürgerlich Patrick van Kerckhoven, * in Dordrecht, Niederlande) ist ein niederländischer Diskjockey und Musikproduzent. Er ist auch unter den Namen 80 Aum, Overmind, Undercover Anarchist, Wedlock, Juggernaut und D'Spyre tätig. 

## Leben
Seit 1993 ist van Kerckhoven vor allem im Hardcore-Techno-Bereich als DJ aktiv. Bekannt wurde van Kerckhoven 1997, als sein Remix Ruffneck rules da artcore scene!!! in den Niederländischen Top 40 den achten Platz erreichte.
Er war verantwortlich für das Plattenlabel Cardiac Music b.v. und dessen Sublabels.

Als Produzent war er tätig für D-Block & S-Te-Fan, Weapon-X und Nosferatu.
2018 erschien die Kompilation The Crime & Lifes Of A Ruffneck. 
2019 gründete er das Sub-Label Ruffneck Anomalies, welches sich speziellen und experimentellen Projekten widmet.

## Veröffentlichungen
- Future House (1989)
- The Nightmare (The Dream) (1990)
- B-House (Revolution) (1990)
- The sequel (1991)
- Mindcontroller (1991)
- The Soul/The mind (The spirit)(1991)
- Fear (1991)
- Forcefield (Big Dick) (1991)
- The Wind (Devastating rhythm) (1992)
- Area 1 (1992)
- Weapon of no violence/orgasm (Der Energy) (1992)
- God stepped out on space/baze (Everybody let's f**k) (1992)
- Wedlock/Bambadeng (Didgeridoo) (1993)
- Work it/Artcore (Kingdom) (1993)
- State of mind/The after life (The world of the LSD user) (1993)
- Wedlock (Base for your face) (1993)
- XTC motherfucker (Silicium On wax) (1993)
- Overmind remix (1993)
- Trance (1993)
- Ja-Nein (Amman) (1994)
- Pababam/IQ 190/One day/Sinowave tones (1994)
- Self evidence (1994)
- Wedlock '94 (1994)
- Terradome/Destiny of love (Acid Rain) (1994)
- Infusion/Taita oriënte (No god to us) (1994)
- Basspump/Voidsector (I'm your head) (1994)
- Communism (Don't fuck with Ruffneck) (1994)
- Infiltrator/One step ahead (Induce trance) (1994)
- Open the door/Ridiculous (Funky tales) (1994)
- Get Sorted (Underground Funk) (1994)
- My salvation (1994)
- We've got enough/Rave nation (You suck) (1995)
- Selecta/In the brain (Deep in the underground) (1995)
- Rock Dizz (Jiieehhaa) (1995)
- Blue heat (Ganjaman) (1995)
- Dominate/Keep it going now (Now Who's in control) (1995)
- Smoke diz (Reactor) (1995)
- Bou Bou/The artilleryman (Bazeman) (1995)
- Who is it/Humanoid (The knight of vision) (1995)
- Fear of a ruff planet (1995)
- No law (Heartbeat) (1995)
- No choice (No response) (1995)
- Get on down (Pump the vibe) (1996)
- Tales of creation & destruction (Doodlesex) (1996)
- No out of here (Not Responsible!!) (1996)
- 4 my sense (Pumpin') (1996)
- Artcore reggeabeat/Reality (Emphasis on hardcore) (1996)
- Who are you fuckin' winth (New Shit) (1996)
- Condemned (Answer) (1996)
- Mindblower (The fall of babylon) (1996)
- Ruffneck rules da artcore scene (Ruffneck & Juggernaut 1997)
- Can't you feel the baze (Bazeman) (1997)
- Push that button (The phuckin' dead) (1997)
- Don't fuck with a Ruffneck (1997)
- The Future / Hardcore DNA (Inspiration vibes) (1997)
- LSD 97' Ruffneck soldiers (1997)
- Dangeruz/Stop the rhythm (White line) (1997)
- In the darkness (Search for Marihuana) (1997)
- Mescalum (1997)
- Sleeping (1998)
- Frightnight (1998)
- My mind exposed/The genesis (Evolution Theory) (1998)
- Fire and blood (A second future for human kind) (1998)
- The enemy (1998)
- So bright (1998)
- Weird (1998)
- Enter the darkness (1998)
- Pull tha trigger (1999)
- Step aside (1999)
- Ways of the core (The holy kingdom) (1999)
- Symphony in black (1999)
- Flowergarden (Silence) (1999)
- So Many Sacrifices (feat. Ophidian) (2007)
- The Real (feat Ophidian) (2008)
- 20 Bullits To Comply (2018)
- Napalm (Burn!) (2019)
- The Death Below (2019)
- Lost Priest Of A Broken Future Beyond Infinite Promised Dreams (2019)
- Revelations pt I - III  (Ruffneck Anomalies) (2019)
- I Am Reborn / Rezerection  (Ruffneck Anomalies) (2019)
- Exodus / Incantation (Ruffneck Anomalies) (2020)